# Джексон (округ, Канзас)
Шаблон:StateAbbr_ 39°24′00″ пн. ш. 95°50′00″ зх. д. / 39.4° пн. ш. 95.8333° зх. д.
Округ Джексон (англ. Jackson County) — округ (графство) у штаті Канзас, США. Ідентифікатор округу 20085.

## Історія
Округ утворений 1859 року.

## Демографія
За даними перепису
2000 року
загальне населення округу становило 12657 осіб, зокрема міського населення було 3285, а сільського — 9372.
Серед мешканців округу чоловіків було 6227, а жінок — 6430. В окрузі було 4727 домогосподарств, 3506 родин, які мешкали в 5094 будинках.
Середній розмір родини становив 3,09.
Віковий розподіл населення поданий у таблиці:
| Стать    | До 15 років | 15-21 | 22-29 | 30-39 | 40-49 | 50-65 | 65-85 | Понад 85 |
| -------- | ----------- | ----- | ----- | ----- | ----- | ----- | ----- | -------- |
| Чоловіки | 1495        | 621   | 484   | 848   | 974   | 1000  | 715   | 90       |
| Жінки    | 1409        | 583   | 476   | 901   | 943   | 1034  | 870   | 214      |

## Суміжні округи
- Браун — північний схід
- Атчісон — схід
- Джефферсон — південний схід
- Шоні — південь
- Поттаватомі — захід
- Немага — північний захід

## Виноски
1. ↑  U.S. Decennial Census. United States Census Bureau. Архів оригіналу за 26 квітня 2015. Процитовано 26 липня 2014.
2. ↑  Historical Census Browser. University of Virginia Library. Архів оригіналу за 11 серпня 2012. Процитовано 26 липня 2014.
3. ↑  Population of Counties by Decennial Census: 1900 to 1990. United States Census Bureau. Архів оригіналу за 5 червня 2019. Процитовано 26 липня 2014.
4. ↑  Census 2000 PHC-T-4. Ranking Tables for Counties: 1990 and 2000 (PDF). United States Census Bureau. Архів оригіналу (PDF) за 18 грудня 2014. Процитовано 26 липня 2014.
5. ↑  State & County QuickFacts. United States Census Bureau. Архів оригіналу за 30 травня 2011. Процитовано 26 липня 2014.(англ.) Наведено за англійською вікіпедією.
6. ↑  American FactFinder. Бюро перепису населення США. Архів оригіналу за 21 травня 2008. Процитовано 31 січня 2008.

| США | Це незавершена стаття з географії США. Ви можете допомогти проєкту, виправивши або дописавши її. |